# Estampida del Carnaval de Haití de 2015
La estampida del Carnaval de Haití de 2015 fue un desastre que ocurrió en Puerto Príncipe, Haití, el 17 de febrero de 2015, causando la muerte de 18 personas durante las celebraciones de los carnavales. El incidente tuvo el lugar en Champ de Mars, un barrio de Puerto Príncipe, donde una multitud estimada en alrededor de 10 000 personas inició una estampida humana después de que la carroza del desfile hiciera contacto con un cable de alta tensión provocó la electrocución de algunas de ellas.
El gobierno haitiano reaccionó y condenó como la peor tragedia en celebración, por la parte el presidente Michel Martelly envió su mensaje a las víctimas y heridos por el desastre. Mientras la compañía eléctrica lamentó el suceso y dispuso a ayudar a los gastos funerales de las víctimas